# Begonia russelliana
Espèce
Begonia russelliana est une espèce de plantes de la famille des Begoniaceae. Ce bégonia est originaire du Brésil. L'espèce a été décrite en 1999 par Stephen F. Smith (1948-2012) et Dieter Carl Wasshausen (1938-…), à la suite des travaux de Lyman Bradford Smith (1904-1997). L'épithète spécifique russelliana signifie « de Russell », en hommage à G. F. Russell, le récolteur des spécimens types en 1924 à Bahia.

## Répartition géographique
Cette espèce est originaire du pays suivant : Brésil.